# Malý Manín
Malý Manín (812,6 m n. m.) je slovenský vrch v Súľovských vrších.
Jižní svah vrchu se prudce svažuje do Manínské tiesňavy. Na druhé straně tiesňavy se rozkládá vyšší vrchol, geologicky a morfologicky příbuzný Veľký Manín.

## Poloha
Leží severovýchodně od města Považská Bystrica, v katastru městské části Považská Teplá. Severní úbočí náleží obci Plevník-Drienové.

## Související článek
- Veľký Manín